# .ba
.ba는 보스니아 헤르체고비나의 인터넷 국가 코드 최상위 도메인이다. 텔레인포메이션 센터 대학교에 의해 관리된다.
다음과 같은 2차 도메인을 사용할 수 있다:
- .org.ba: 비영리 단체
- .net.ba: 전자 통신 제공업자
- .edu.ba: 교육
- .gov.ba: 지역, 국가 정부
- .mil.ba: 군사
- .unsa.ba: 사라예보 대학교
- .unbi.ba: Bihać 대학교

- .co.ba는 사라예보에 위치한 세이버라는 이름의 회사에 의해 관리된다.
- .com.ba는 BH 텔레콤의 BIHnet에 의해 관리된다.
- .rs.ba는 SARnet Centar에 의해 관리된다.